# ETERNAL WIND〜ほほえみは光る風の中〜
「ETERNAL WIND〜ほほえみは光る風の中〜」（エターナルウインド ほほえみはひかるかぜのなか）は、森口博子の9枚目のシングル。

## 解説

### ETERNAL WIND〜ほほえみは光る風の中〜
1991年のアニメ映画『機動戦士ガンダムF91』のテーマ曲で反戦歌となっている。
バラドルとして森口を知る一般層にも歌手として認知されるきっかけになった楽曲で、幕張メッセで行われた『東京ゲームショウ2007』のバンダイナムコブースでゲスト出演した際、森口は「『ガンダム』がなかったら今の私はありません」「私の節目には『ガンダム』があります。この会場に来て、またこの作品の影響力を実感しています」と語っている。
同年の『第42回NHK紅白歌合戦』に初出場し本曲を披露した。
2015年発売の30周年記念シングル「I wish 〜君がいるこの街で〜」のカップリングに「ETERNAL WIND〜ほほえみは光る風の中〜 2015 ver.」が収録されている。

### 君を見つめて -The time I'm seeing you-
『F91』のイメージソングとしてPVなどで使われている。当初は「君を見つめて」がエンディングテーマとして使用される予定であったが、ラッシュフィルムを見た監督の富野由悠季の意向で「ETERNAL WIND」に差し替えられた。のちにゲーム『スーパーロボット大戦シリーズ』『SDガンダム GGENERATION シリーズ』ではBGMとして、『機動戦士ガンダム クライマックスU.C.』ではエンディングとして使用された。

## 記録
オリコンシングルチャートでは自身初のベスト10以内にランクされ、最高9位まで上昇。ベスト100以内には24週間とどまり、1991年のオリコン年間ランキングでは47位にランクインして森口最大のヒット曲となった。
2018年にNHKが実施した『発表!全ガンダム大投票』の「ガンダムソングス」カテゴリでは第3位にランクインした。この結果を受けてNHK BSプレミアムで5月5日に放送された発表特番に電話出演した。
2019年3月1日には、ソニー・ミュージックエンタテインメントのアニメソング人気投票キャンペーン「平成アニソン大賞」において映画主題歌賞（1989年から1999年）に選出された。

## 収録曲
| 全編曲: 門倉聡。 |                                            |                  |                    |
| #                | タイトル                                   | 作詞             | 作曲               |
| 1.               | 「ETERNAL WIND〜ほほえみは光る風の中〜」   | 西脇唯           | 西脇唯・緒里原洋子 |
| 2.               | 「君を見つめて -The time I'm seeing you-」 | 井荻麟・茂村泰彦 | 茂村泰彦           |

## カバー
- 下川みくに - 2003年のアルバム『Review 〜下川みくに青春アニソンカバーアルバム〜』収録
- 中川翔子 - 2007年のアルバム『しょこたん☆かばー×2 〜アニソンに愛を込めて!!〜』収録
- 松澤由美 - 2007年のアルバム『アニカペラ』収録
- 望月久代 - 2007年のアルバム『百歌声爛 女性声優編』収録
- 沼倉愛美 - 2009年のアルバム『THE IDOLM@STER RADIO 歌道場』収録
- 松本梨香 - 2009年のアルバム『まんまる』収録
- 美郷あき - 2009年のアルバム『ガンダムトリビュート from Lantis』収録
- 佐久間紅美 - 2010年のアルバム『新・百歌声爛 女性声優編』収録
- 柚木涼香 - 2010年のアルバム『新・百歌声爛 女性声優編』収録
- ラスマス・フェイバー・プレゼンツ・プラチナ・ジャズ - 2013年のアルバム『ラスマス・フェイバー・プレゼンツ・プラチナ・ジャズ 〜アニメ・スタンダード〜 Vol.4』収録
- 玉置成実 - 2014年のアルバム『NT GUNDAM COVER』収録
- 石川由依 - 2014年、音楽グループTrefleのアルバム『アニソン神曲プラス』収録
- SawanoHiroyuki[nZk]:Tielle - 『機動戦士ガンダムUC RE:0096 COMPLETE BEST 期間生産限定盤』ボーナスディスク（DISC 2）収録
- Lia - 2018年のアルバム『REVIVES -Lia Sings beautiful anime songs-』収録
- スピラ・スピカ - 2019年のシングル『Re:RISE -e.p.-』収録
- 岩佐美咲 - 2021年のシングル『アキラ』通常盤収録